# Phước Long A
Phước Long A là một phường thuộc thành phố Thủ Đức, Thành phố Hồ Chí Minh, Việt Nam.

## Địa lý
Phường Phước Long A nằm ở trung tâm thành phố Thủ Đức, có vị trí địa lý:
- Phía đông giáp các phường Phước Long B và Phước Bình
- Phía tây giáp phường Trường Thọ
- Phía nam giáp phường An Phú
- Phía bắc giáp các phường Trường Thọ và Phước Long B.

Phường có diện tích 2,37 km², dân số năm 2021 là 40.070 người,  mật độ dân số đạt 16.907 người/km².

## Hành chính
Phường Phước Long A được chia thành 6 khu phố, 55 tổ dân phố.

## Lịch sử
Trước đây, phường Phước Long A thuộc Quận 9, Thành phố Hồ Chí Minh, được thành lập vào ngày 6 tháng 1 năm 1997 trên cơ sở 409 ha diện tích tự nhiên và 9.182 người của xã Phước Long thuộc huyện Thủ Đức cũ.
Ngày 9 tháng 12 năm 2020, Ủy ban thường vụ Quốc hội ban hành Nghị quyết 1111/NQ-UBTVQH14 về việc thành lập thành phố Thủ Đức trên cơ sở sáp nhập toàn bộ diện tích và dân số của Quận 2, Quận 9 và quận Thủ Đức, phường Phước Long A thuộc thành phố Thủ Đức như hiện nay.